# روبرت پاوریک
روبرت پاوریک (به انگلیسی: Robert Paverick) بازیکن فوتبال اهل بلژیک و عضو تیم ملی فوتبال بلژیک است که در تاریخ ۳۱ مارس ۱۹۳۵ میلادی اولین بازی ملی‌اش را مقابل تیم ملی فوتبال هلند انجام داد. او در ۴۱ بازی ملی حضور داشت و جمعاً ۳۵۹۰ دقیقه برای تیم ملی فوتبال بلژیک به میدان رفت. روبرت پاوریک آخرین بازی ملی خود را در تاریخ ۳۰ مه ۱۹۴۶ میلادی در برابر تیم ملی فوتبال هلند انجام داد. وی در بازی‌های ملی‌اش گلی به ثمر نرساند.